# Línea 151 (EMT Madrid)
La línea 151 de la EMT de Madrid une las estaciones de Canillejas y Barajas.

## Características
Esta línea se creó originalmente con el recorrido Canillejas - Los Coronales, dando servicio a la Alameda de Osuna y la barriada Los Coronales del barrio de Corralejos. Tras abrirse un puente sobre la autovía M-11 que comunica los barrios de Corralejos y Timón, la línea se prolongó el 11 de noviembre de 2008 por el Ensanche de Barajas hasta terminar junto a la estación de Barajas de Metro de Madrid.

### Frecuencias
| Lunes a viernes laborables |               |
| De 6:00 a 7:00             | 17-20 minutos |
| De 7:00 a 22:00            | 12-16 minutos |
| De 22:00 a 23:00           | 16-24 minutos |
| Sábados laborables         |               |
| De 6:00 a 8:00             | 25-30 minutos |
| De 8:00 a 23:00            | 25-28 minutos |
| Domingos y festivos        |               |
| De 7:00 a 8:00             | 28-30 minutos |
| De 8:00 a 23:00            | 25-28 minutos |

## Recorrido y paradas

### Sentido Barajas
La línea inicia su recorrido en las dársenas del área intermodal de la glorieta de Canillejas. En esta zona tienen también su cabecera las líneas 101 y 140, existe correspondencia con la estación de Canillejas de Metro de Madrid y paran las líneas 77, 105, 114, 115, 165 y 200. Tienen además su cabecera cerca de la línea 151 las líneas interurbanas 211, 212, 213, 256, 827 y 828; además de tener parada de paso las líneas interurbanas que circulan por la A-2.
Desde este lugar, sale a la glorieta de Canillejas y toma la Avenida de Logroño, que recorre brevemente para girar a la derecha por la calle Jardines de Aranjuez, al final de la cual gira a la izquierda para incorporarse al Paseo de la Alameda de Osuna. La línea circula por este paseo hasta la intersección con la calle Carabela, donde gira a la derecha para circular por esta hasta la intersección con la calle Corbeta, donde gira a la izquierda para incorporarse a esta, que recorre hasta el final siguiendo de frente por la calle Manuel Aguilar Muñoz. Abandona esta calle en la siguiente intersección girando a la derecha para circular por el Paseo de la Alameda de Osuna. Al final de este paseo, gira a la derecha por la calle de los Brezos, que recorre entera para desembocar en la Avenida de Logroño girando a la izquierda.
Recorre brevemente la Avenida de Logroño para girar enseguida a la derecha por la calle Bahía de Almería, entrando en la barriada de Los Coronales. Dentro de esta circula por las calles Bahía de Almería, Bahía de Palma y Bahía de la Concha, saliendo del barrio por la calle Valhondo al cruzar sobre la autovía M-11 por un puente.
A través de la calle Valhondo, la línea entra en el Ensanche de Barajas (barrio de Timón), circulando por la misma hasta la intersección con la calle Playa de Barlovento, donde gira a la izquierda para circular por la misma hasta la intersección con la calle Playa de Zarauz, girando a la derecha para circular por esta recorriéndola entera y desembocando en la calle Playa de América, que también recorre entera.
Al final de la calle Playa de América, la línea desemboca en la calle Playa de Riazor, que recorre hasta llegar al cruce con la calle de Arroyomolino. Toma dicha vía para luego girar a la izquierda por la calle Alhaurín, desembocar en la avenida de Logroño y volver a Playa de Riazor, junto a la estación de Barajas de Metro de Madrid, donde tiene su cabecera.
| Código | Parada                               | Común con       | Conexiones con Metro | Otros |
| ------ | ------------------------------------ | --------------- | -------------------- | ----- |
| 5715   | CANILLEJAS (Área Intermodal)         |                 | Canillejas           |       |
| 2108   | Avenida de Logroño-Canillejas        | 101 105 165     |                      |       |
| 3535   | Jardines de Aranjuez                 | 101 105         |                      |       |
| 2978   | Parque del Capricho                  | 101 105         |                      |       |
| 2980   | Alameda de Osuna-Rambla              | 101 105         |                      |       |
| 2982   | Alameda de Osuna-Carabela            | 101 105         |                      |       |
| 3536   | Carabela-Balandro                    | 101             |                      |       |
| 3028   | Avenida de Cantabria-Centro de Salud | 112 115         |                      |       |
| 5422   | Corbeta-La Rioja                     | 112 115 166     | Alameda de Osuna     |       |
| 1308   | Paseo de la Alameda de Osuna 80      | 105 112 115     |                      |       |
| 1309   | Brezos                               | 105 112 115 166 |                      |       |
| 5197   | Avenida de Logroño-Bahía de Almería  |                 |                      |       |
| 5198   | Bahía de Palma-Bahía de Almería      | 166             |                      |       |
| 5199   | Bahía de Pollensa-Bahía de Gando     |                 |                      |       |
| 4170   | Bahía de la Concha                   | 166             |                      |       |
| 4158   | Valhondo-Tornado                     |                 |                      |       |
| 5845   | Valhondo-Ciclón                      | 105 166         |                      |       |
| 4162   | Playa de Barlovento                  | 166             |                      |       |
| 5592   | Playa de Zarauz                      |                 |                      |       |
| 4164   | Playa de América                     | 166             |                      |       |
| 4166   | Playa de Riazor                      |                 |                      |       |
| 51135  | Arroyomolino-Alhaurín                |                 |                      |       |
| 4169   | BARAJAS (C/ Playa de Riazor)         | 166             | Barajas              |       |

### Sentido Canillejas
El recorrido de vuelta es igual al de ida pero en sentido contrario con dos excepciones:
- Dentro de Los Coronales, la línea circula por la calle Bahía de Palma en vez de Bahía de Almería.
- Dentro del barrio Alameda de Osuna, circula por las calles Manuel Aguilar Muñoz, Avenida de Cantabria, Plaza del Mar, Avenida de la Hispanidad y la vía de servicio de la A-2 en vez de hacerlo por el Paseo de la Alameda de Osuna, Carabela, Corbeta, Manuel Aguilar Muñoz y Los Brezos.

| Código | Parada                                     | Común con           | Conexiones con Metro | Otros |
| ------ | ------------------------------------------ | ------------------- | -------------------- | ----- |
| 4169   | BARAJAS (C/ Playa de Riazor)               | 166                 | Barajas              |       |
| 4167   | Playa de Riazor                            |                     |                      |       |
| 4165   | Playa de América                           | 166                 |                      |       |
| 5593   | Playa de Zarauz                            |                     |                      |       |
| 4163   | Playa de Barlovento                        | 166                 |                      |       |
| 5844   | Valhondo-Ciclón                            | 105 166             |                      |       |
| 4159   | Valhondo-Tornado                           |                     |                      |       |
| 4171   | Bahía de la Concha                         | 166                 |                      |       |
| 5202   | Bahía de Pollensa-Bahía de Gando           |                     |                      |       |
| 5203   | Bahía de Palma-Bahía de Almería            | 166                 |                      |       |
| 5204   | Avenida de Logroño-Bahía de Palma          |                     |                      |       |
| 4924   | Avenida de Logroño-Bahía de Cádiz          | 105 112 115 166     |                      |       |
| 1310   | Manuel Aguilar-Avenida de Logroño          | 105 112 115         |                      |       |
| 5428   | Corbeta-La Rioja                           | 112 115 166         | Alameda de Osuna     |       |
| 2974   | Avenida de Cantabria-Centro de Salud(nº23) | 112 114 115         |                      |       |
| 1303   | Plaza del Navío                            | 112 114 115         |                      |       |
| 1301   | Plaza del Mar                              | 101 112 115         |                      |       |
| 1299   | Nudo Eisenhower                            | 101 115             |                      |       |
| 1297   | Avenida de América-Ciudad Pegaso           | 101 114 115         |                      |       |
| 1295   | Avenida de América-Instituto Barajas       | 101 114 115         |                      |       |
| 1293   | Canillejas                                 | 101 105 114 115 200 |                      |       |
| 5715   | CANILLEJAS (Área Intermodal)               |                     | Canillejas           |       |